# Bogtong
Bogtong (Bugtong) es un barrio rural  del municipio filipino de tercera categoría de Busuanga perteneciente a la provincia  de Paragua en Mimaro,  Región IV-B.

## Geografía
Este barrio  se encuentra en  la Isla Busuanga la más grande del Grupo Calamian situado a medio camino entre las islas de Mindoro (San José) y de Paragua (Puerto Princesa), con el Mar de la China Meridional a poniente y el mar de Joló a levante. Al sur de la isla están las otras dos islas principales del Grupo Calamian: Culión y  Corón.
Su término linda al norte con el barrio de   Salvación; al sur con el barrio de  Sagrada; al este con el barrio de  Cheey;  y al oeste con la bahía de Gutob en el Mar de la China Meridional.

### Demografía
El barrio  de Bogtong contaba  en mayo de 2010 con una población de 888 habitantes.